# Chakhokhbili
Chakhokhbili är en maträtt från Georgien som görs på tomat, kyckling och örter,  ofta koriander, persilja och lagerblad. Ursprungligen användes fasan i rätten men numera görs den oftast på kyckling.
Maträttens namn härstammar från det georgiska ordet khokhobi, vilket betyder fasan.